# James Anaya
James Anaya – amerykański dyplomata zaangażowany w ochronę praw ludności tubylczej. Odegrał istotną rolę w wieloletnim procesie tworzenia Deklaracji praw ludów tubylczych.
30 marca 2008 objął stanowisko Specjalnego Sprawozdawcy ONZ ds. praw i wolności ludów tubylczych. Poprzednio funkcję tę sprawował Rodolfo Stavenhagen.
Jako specjalny sprawozdawca włączył się m.in. w 2009 roku w rozwiązywanie konfliktu między rządem Peru a tamtejszymi Indianami zamieszkującymi obszary bogate w ropę naftową.
Jest autorem książki pt. Indigenous Peoples in International Law.